# Pont Charles-de-Gaulle
Der Pont Charles de Gaulle ist eine Straßenbrücke in Paris. Sie überspannt die Seine zwischen dem 12. und dem 13. Arrondissement. Namensgeber der Brücke ist Charles de Gaulle. Er war ein französischer General, führte im Zweiten Weltkrieg den Widerstand des Freien Frankreichs, war von 1944 bis 1946 Präsident der Provisorische Regierung der Französischen Republik und von 1959 bis 1969 Präsident der Fünften Französischen Republik.
Die Brücke entstand im Rahmen der Stadtentwicklung des Südostens von Paris in den 1980er Jahren. In diesem Zusammenhang entstand auch die François-Mitterrand-Bibliothek. Der Brückenbau wurde 1986 vom Pariser Stadtrat beschlossen, um eine bessere Anbindung der Viertel von Bercy mit dem linken Flussufer zu schaffen, den Pont d’Austerlitz zu entlasten aber auch zu kopieren und die Bahnhöfe Gare de Lyon und Gare d’Austerlitz direkt zu verbinden. Die Arbeiten wurden 1993 aufgenommen und 1996 abgeschlossen.